# Course de la Paix 1968
La course de la Paix 1968, 21e édition de la Course de la Paix, a été disputée du 9 mai au 24 mai 1968. Partis de Berlin, les concurrents empruntèrent un parcours B P W, passant à Prague pour rallier Varsovie. À ce terme des 2 350 km de compétition cycliste, la victoire revenait au coureur de la RDA, Axel Peschel. L'écart entre lui et son second était le plus petit enregistré en 20 années de course : 16 secondes.

## La course
107 coureurs répartis en 18 équipes de 6 coureurs (l'équipe des Pays-Bas n'alignait que 5 coureurs) prennent, le 9 mai 1968, le départ à Berlin de la XXIe Course de la Paix. Le 24 mai à Varsovie, le peloton ne comptait plus que 67 unités et 5 équipes entièrement ou partiellement décimées ne concouraient plus pour le classement par équipes qui exige un minimum de 3 coureurs. Le taux de "pertes", 37 %, un des plus importants de l'histoire de la course est dû, selon les témoins à un climat peu clément.  4 équipes terminent au complet, Pologne, RDA, Tchécoslovaquie, et Pays-Bas. L'équipe cubaine, seule équipe non européenne à avoir pris le départ, n'eut plus aucun coureur après 4 étapes.
Paradoxalement la moyenne horaire de la course était une des plus fortes des 21 éditions disputées. Les coureurs polonais remportent plusieurs succès dont le challenge par équipes, alors que l'équipe soviétique (dont l'un des membres porte huit jours le maillot jaune) pointe seulement à la 5e place de ce classement.
L'équipe belge, dirigée par Lucien Acou, remporte 3 étapes, comme celle d'Italie. Avec le Danemark, la Norvège, la Suède, un succès chacune, cette édition livre-t-elle le constat d'une moindre efficacité des coureurs de l'Est, vieillissant ? Le classement général relativise cette vision, sans l'annuler. Axel Peschel, 26 ans, Jan Magiera, 30 ans, Gainan Saidschushin, 31 ans, dans le quatuor de tête montrent une hiérarchie assez âgée, où les 22 ans de Karel Vavra étonnent Les coureurs belges et italiens, vainqueurs d'étape, sont plus jeunes: Joseph Shoeters fête ses 21 ans entre Berlin et Prague, Noël Vantyghem ne les a pas encore. Mais les Polonais Zygmunt Hanusik, 23 ans et Zenon Czechowski, pas encore 22 ans, génération montante, sont aussi dans les 10 premiers.

### Les étapes
| #   | Date   | Villes étapes                                        | km       | Vainqueur             | Leader               |
| --- | ------ | ---------------------------------------------------- | -------- | --------------------- | -------------------- |
| 1   | 9 mai  | Berlin (RDA) - Frankfurt (Oder) (RDA) - Berlin (RDA) | 170      | Zygmunt Hanusik       | Zygmunt Hanusik      |
| 2   | 10 mai | Berlin (RDA) - Halle (RDA)                           | 189      | Noël Vantyghem        | Noël Vantyghem       |
| 3   | 11 mai | Halle (RDA) - Suhl (RDA)                             | 194      | Zenon Czechowski      | Karel Vavra          |
| 4a  | 12 mai | Suhl (RDA) - Ilmenau (RDA)                           | 30 (clm) | Thorleif Andresen     | Vladimir Tcherkassov |
| 4b  | 12 mai | Ilmenau (RDA) - Aue (RDA)                            | 181      | Klaus Ampler          | Vladimir Tcherkassov |
| 5   | 14 mai | Aue (RDA) - Prague (TCH)                             | 192      | Dieter Mickein        | Vladimir Tcherkassov |
| 6   | 15 mai | Prague (TCH) - Hradec Králové (TCH)                  | 145      | Joseph Schoeters (nl) | Vladimir Tcherkasso  |
| 7   | 16 mai | Circuit à Kralové (TCH)                              | 119      | Joseph Schoeters (nl) | Vladimir Tcherkassov |
| 8   | 17 mai | Vamberk (TCH) - Otrokovice (TCH)                     | 179      | Giacinto Santambrogio | Vladimir Tcherkassov |
| 9   | 18 mai | Gottwaldov (TCH) - Karvina (TCH)                     | 150      | Jiri Zelenka          | Vladimir Tcherkassov |
| 10  | 20 mai | Karvina (TCH) - Katowice (POL)                       | 131      | Josef Ripfel          | Vladimir Tcherkassov |
| 11  | 21 mai | Katovice (POL) - Cracovie (POL)                      | 135      | Rino Montanari        | Vladimir Tcherkassov |
| 12  | 22 mai | Cracovie (POL) - Rzeszów (POL)                       | 161      | Ole Højlund           | Vladimir Tcherkassov |
| 13  | 23 mai | Rzeszów (POL) - Lublin (POL)                         | 198      | Virginio Levati       | Karel Vavra          |
| 14a | 24 mai | Pulawy (POL) - Radom (POL)                           | 50 (clm) | Jan Magiera           | Axel Peschel         |
| 14b | 24 mai | Radom (POL) - Varsovie (POL)                         | 123      | Klaus Ampler          | Axel Peschel         |

## Le classement général
|     | Cycliste              | Équipe          |    | Temps            |
| --- | --------------------- | --------------- | -- | ---------------- |
| 1.  | Axel Peschel          | RDA             | en | 57 h 45 min 58 s |
| 2.  | Karel Vavra           | Tchécoslovaquie | +  | 16 s             |
| 3.  | Jan Magiera           | Pologne         |    | 54 s             |
| 4.  | Gainan Saidschushin   | URSS            |    | 1 min 06 s       |
| 5.  | Ole Højlund           | Danemark        |    | 1 min 38 s       |
| 6.  | Zygmunt Hanusik       | Pologne         |    | 2 min 24 s       |
| 7.  | Serge Pacary          | France          |    | 4 min 04 s       |
| 8.  | Joseph Schoeters (nl) | Belgique        |    | 4 min 12 s       |
| 9.  | Dieter Mickein        | RDA             |    | 6 min 07 s       |
| 10. | Zenon Czechowski      | Pologne         |    | 6 min 09 s       |

## Les classements annexes

### Classement du plus combatif
|   | Cycliste         | Points |
| - | ---------------- | ------ |
| 1 | Pepp Iyffert     | 41     |
| 2 | Zygmunt Hanusik  | 35     |
| 3 | Zenon Czechowski | 29     |

### Classement du meilleur grimpeur
|   | Cycliste         | Points |
| - | ---------------- | ------ |
| 1 | Zenon Czechowski | 5      |
| 2 | Axel Peschel     | 3      |
| 2 | Dieter Mickein   | 3      |
| 2 | Milos Hrazdira   | 3      |
| 2 | Klaus Ampler     | 3      |

### Classement par équipes
|   | Équipe          | Temps                |
| - | --------------- | -------------------- |
| 1 | Pologne         | en 173 h 09 min 40 s |
| 2 | RDA             | + 5 min 15 s         |
| 3 | Tchécoslovaquie | + 20 min 43 s        |
| 4 | Belgique        | + 27 min 34 s        |
| 5 | URSS            | + 29 min 21 s        |